# Benvenuto Volpato
Benvenuto Volpato, nome di battaglia "Armonica" (Brendola, 23 aprile 1920 – Torrebelvicino, 12 aprile 1945), è stato un partigiano e antifascista italiano, medaglia d'argento al valor militare.

## Biografia
La famiglia proveniva da Brendola e dopo alcuni anni a Marano Vicentino si trasferisce a Recoaro. Amante della fisarmonica per questo prenderà il nome di battaglia Armonica. Entra nella Resistenza vicentina nel 1944 e presto diventa comandante di una squadra.
L'azione più eclatante resta forse l'attacco al Sottosegretariato alla Marina della Repubblica di Salò di stanza a Montecchio Maggiore, al quale ha partecipato con la sua squadra al fianco di Pietro Benetti "Pompeo" con Alfredo Rigodanzo "Catone" e Luigi Pierobon "Dante".
Il 12 aprile 1945, durante un rastrellamento in contrada Pianura (Torrebelvicino) viene ferito mentre cerca di attirare l'attenzione su di sé per lasciare il tempo ai suoi compagni di fuggire.
Pur di non cadere vivo in mano al nemico trova la forza di porre fine alla sua vita con un colpo alla testa.

## Onorificenze

### Riconoscimenti
Il comune di Recoaro Terme gli ha dedicato una via.